# Чекото (Фрозиноне)
Чекото је насеље у Италији у округу Фрозиноне, региону Лацио.
Према процени из 2011. у насељу је живело 17 становника. Насеље се налази на надморској висини од 660 м.